# Ammannia octandra
Ammannia octandra là một loài thực vật có hoa trong họ Lythraceae. Loài này được L.f. mô tả khoa học đầu tiên năm 1782.